# CYR61

ساختار پروتئین CCN1

القاءکنندهٔ شمارهٔ ۶۱ رگ‌زایی غنی از سیستئین (انگلیسی: Cysteine-rich angiogenic inducer 61) یا «عضو شمارهٔ ۱ خانواده سی‌سی‌ان» که با نام‌های اختصاری «CYR61» و «CCN1» هم شناخته می‌شود یک پروتئین ماتریکسی-سلولی است که در انسان توسط ژن «CYR61» کُدگذاری می‌شود.
این پروتئین در ماتریکس برون‌یاخته‌ای ترشح می‌شود و با خانوادهٔ پروتئین‌های سیگنال‌دهندهٔ CCN در ارتباط است و کارش، تنظیم برخی از فعالیت‌های مهم زیست‌مولکولی نظیر چسبندگی، تحرک، تزاید و تکامل سلول‌ها، آپوپتوز و پیرشدن از طریق تعامل با «گیرنده‌های اینتگرین» و «پلی‌گلیکان‌های هپاران سولفات» است.
در هنگام تکامل جنین، CYR61 برای شکل‌گیری دیواره‌های قلب، تشکیل رگ‌های جفت و حفظ استحکام و یکپارچگی عروق ضروری است.
در دوران بلوغ نیز این پروتئین نقش مهمی در فرایند التهاب و ترمیم بافت‌ها و زخم ایفا می‌کند و با بروز بیماری‌هایی که دارای التهاب مرمن هستند (همچون روماتیسم مفصلی، تصلب شرایین و نفروپاتی و رتینوپاتی مرتبط با دیابت) و همچنین بسیاری از انواع سرطان‌ها مرتبط است.
رگ‌زایی، به‌سبب اهمیتش در اکسیژن‌رسانی و تهیهٔ مواد مغذی برای سلول‌های سرطانی، یکی از فرایندهای مهم رشد تومورهاست. پروتئین CYR61، یک القاءکنندهٔ پرقدرتِ رگ‌زایی درون‌تنی است و می‌تواند به رشد، تهاجم، زنده‌ماندن، حرکت سلول‌ها از جدار بافت پوششی، و متاستاز سرطان کمک کند. افزایش بیان ژنی این پروتئین در سرطان پستان، سرطان پروستات، سرطان تخمدان و اسکوآموس کارسینوما (سرطان بافت پوششی) دیده می‌شود. از لحاظ بالینی، میزان بیان CYR61 با مرحلهٔ (stage) تومور، اندازه‌اش، درگیرشدن غدد لنفاوی و پیش‌آگهی ناگوارِ برخی از سرطان‌ها از جمله سرطان پستان و سرطان پروستات، گلیوما، سرطان معده و اسکوآموس کارسینوما در ارتباط است.
با این وجود، پروتئین CYR61 قادر به القای آپوپتوز و پیری هم هست که هر دو از مکانیسم‌های شناخته‌شدهٔ سرکوب تومور محسوب می‌شوند. در نتیجهٔ با آنکه این پروتئین قادر به القای تکثیر سلولی در سرطان پروستات است، در عین حال، با کمک و همکاری پروتئین تریل (TRAIL)، قادر به نابودسازی آن هم هست. پروتئین CYR61 در مورد برخی از سرطان‌ها، نقش بازدارنده ایفا می‌کند که از آن میان، می‌توان به «سرطان ریه از نوع سلول غیر کوچک» (NSCLC)، «سرطان مخاط رحم» و «ملانوما» اشاره کرد.